# Enhallstjärnen
Enhallstjärnen är en sjö i Kramfors kommun i Ångermanland och ingår i Ångermanälven-Gådeåns kustområde. Sjön har en area på 0,0537 kvadratkilometer och ligger 141,4 meter över havet.

## Delavrinningsområde
Enhallstjärnen ingår i det delavrinningsområde (699914-158975) som SMHI kallar för Mynnar i Svedjeån. Medelhöjden är 155 meter över havet och ytan är 6,8 kvadratkilometer. Det finns inga avrinningsområden uppströms utan avrinningsområdet är högsta punkten. Vattendraget som avvattnar avrinningsområdet har biflödesordning 2, vilket innebär att vattnet flödar genom totalt 2 vattendrag innan det når havet efter 9,1 kilometer. Avrinningsområdet består mestadels av skog (79 procent). Avrinningsområdet har 0,06 kvadratkilometer vattenytor vilket ger det en sjöprocent på 0,8 procent.